# Vanderbijlpark
Vanderbijlpark (phát âm tiếng Afrikaans: [fʌndɪɹbeɪlpɑ ː ɹk]) Là một thành phố công nghiệp với 220.102 cư dân bên sông Vaal ở phía nam của tỉnh Gauteng của Nam Phi.
Được đặt theo tên Hendrik van der Bijl, một kỹ sư điện và công nghiệp, Vanderbijlpark là nơi có nhà thép Vanderbijlpark (trước đây là một phần của ISCOR (Công ty Gang thép) một phần của ArcelorMittal công ty toàn cầu). Với các thị xã lân cận Vereeniging và Sasolburg nó hình thành nên Tam giác Vaal, một vùng công nghiệp lớn của Nam Phi. Nằm ở đô thị quận Sedibeng và đô thị địa phương Emfuleni.
Các thị trấn đen Boipatong, Bophelong, Sebokeng và Sharpeville nằm gần thành phố.